# AN/ALQ-131
AN/ALQ-131 är en amerikansk störsändare avsedd att bäras av taktiska flygplan på en vapenbalk. Den utvecklades efter Vietnamkriget för att ersätta AN/ALQ-101 och AN/ALQ-119 med ett modulärt system som lättare kunde anpassas till nya hot. AN/ALQ-131 kan också pulssynkroniseras för att kunna störa på samma frekvensband som flygplanets egen radar utan att påverka denna.

## Konstruktion
Den äldre störsändaren AN/ALQ-119 kunde kopplas ihop med bärplattformens radarvarnare i ett integrerat system. Förbindelsen var analog och måste specialanpassad för en viss modell av radarvarnare i en viss flygplansmodell. Med AN/ALQ-131 ersatte man det analoga systemet med fältbussen MIL-STD-1553. Det gjorde att AN/ALQ-131 kunde samverka med alla komponenter i bärplattformen, inte bara radarvarnaren, utan även radarn vilket gjorde det möjligt att störa på samma frekvensband utan att påverka den egna radarn.
AN/ALQ-131 har också en modulär uppbyggnad vilket gör det enkelt att byta ut sändarmoduler, störmodulatorer, kraftaggregat, etc. Kapseln har totalt tolv modulplatser, sex på varje sida. Sändarmodulerna tar upp två platser medan de flesta andra moduler bara tar upp en. Vanligen är konfigurationen en kontrollmodul, ett kraftaggregat samt två eller tre sändarmoduler med var sin störmodulator.
AN/ALQ-131 har uppgraderats i omgångar. Den modernaste varianten betecknas AN/ALQ-131 block II och tillverkas av Northrop Grumman. Block II har en extra processor för att hantera signaler från mottagarantennerna.
| Flygplan som använder AN/ALQ-131 - A-7 Corsair II - A-10 Thunderbolt II - C-130 Hercules - F-4 Phantom II - F-5E Tiger II - F-15 Eagle - F-16 Fighting Falcon - F-111 Aardvark | - Bahrain - Belgien - Egypten - Israel - Japan - Nederländerna - Norge - Pakistan - Portugal - Singapore - Taiwan - USA |

## Fotnoter
1. ↑  Endast Portugal använder AN/ALQ-131 på A-7
2. ↑  Främst varianterna AC-130 och MC-130